# Tatsuro Hagihara
Tatsuro Hagihara (萩原 達郎 Hagihara Tatsuro?, nacido el 6 de agosto de 1982 en Kagoshima) es un exfutbolista japonés. Jugaba de guardameta y su último club fue el Blancdieu Hirosaki FC de Japón.

## Trayectoria

### Clubes
| Club                  | País  | Año         |
| --------------------- | ----- | ----------- |
| Vegalta Sendai        | Japón | 2001 - 2010 |
| Ehime FC              | Japón | 2011        |
| Blancdieu Hirosaki FC | Japón | 2014        |

## Estadística de carrera

### J. League
| Club           | Año   | J. League | J. League | Copa J. League | Copa J. League | Total | Total |
| Club           | Año   | Part.     | Goles     | Part.          | Goles          | Part. | Goles |
| -------------- | ----- | --------- | --------- | -------------- | -------------- | ----- | ----- |
| Vegalta Sendai | 2001  | 0         | 0         | 0              | 0              | 0     | 0     |
| Vegalta Sendai | 2002  | 0         | 0         | 0              | 0              | 0     | 0     |
| Vegalta Sendai | 2003  | 0         | 0         | 0              | 0              | 0     | 0     |
| Vegalta Sendai | 2004  | 0         | 0         | -              | -              | 0     | 0     |
| Vegalta Sendai | 2005  | 0         | 0         | -              | -              | 0     | 0     |
| Vegalta Sendai | 2006  | 0         | 0         | -              | -              | 0     | 0     |
| Vegalta Sendai | 2007  | 0         | 0         | -              | -              | 0     | 0     |
| Vegalta Sendai | 2008  | 1         | 0         | -              | -              | 1     | 0     |
| Vegalta Sendai | 2009  | 0         | 0         | -              | -              | 0     | 0     |
| Vegalta Sendai | 2010  | 0         | 0         | 0              | 0              | 0     | 0     |
| Ehime FC       | 2011  | 4         | 0         | -              | -              | 4     | 0     |
| Total          | Total | 5         | 0         | 0              | 0              | 5     | 0     |

## Palmarés

### Títulos nacionales
| Título    | Club           | País  | Año  |
| --------- | -------------- | ----- | ---- |
| J2 League | Vegalta Sendai | Japón | 2009 |